# Trichomanes bicorne
Espèce
Trichomanes bicorne est une espèce de fougères de la famille des Hyménophyllacées trouvée en Amérique du Sud tropicale.

## Description
Cette fougère a les caractéristiques suivantes :
- son rhizome est assez robuste, à port cespiteux, noir et dont les racines sont nombreuses et filiformes ;
- les frondes ont une quinzaine de centimètres ;
- le limbe est divisé trois à quatre fois ; de longs poils partent des nervures ;
- les sores sont tubulaires avec un long style portant les sporanges ; ils sont insérés dans le limbe à l'extrémité des segments ;
- les lèvres de l'indusie se relèvent de part et d'autre du style, formant un V à l'extrémité du segment, comme deux cornes ; cette particularité est à l'origine de l'épithète spécifique.

## Distribution
Cette espèce, tant épiphyte que terrestre, est présente dans les forêts denses d'Amérique du Sud tropicale, principalement amazonienne : Brésil, Équateur, Guyana, Guyane, Pérou et Venezuela.

## Historique et position taxinomique
Trichomanes bicorne est une espèce classée dans le sous-genre Trichomanes.
William Jackson Hooker décrit une première fois cette espèce en 1854 à partir d'un échantillon collecté par Richard Spruce en Amazonie, dans le bassin du Río Negro.
En 1861, Roelof Benjamin van den Bosch crée le genre Ptilophyllum (illégal car homonyme). La publication du reclassement des espèces qu'il a effectué n'a lieu qu'en 1919 : Trichomanes bicorne en faisait partie. C'est donc le reclassement en 1875 par Karl Anton Eugen Prantl dans le genre Ptilophyllum qui prime.
En 1974, Conrad Vernon Morton la place dans la section Trigonophyllum du sous-genre Achomanes du genre Trichomanes.
En 1977, Rodolfo Emilio Giuseppe Pichi Sermolli la déplace dans le genre Trigonophyllum.
En 2006, Atsushi Ebihara, Jean-Yves Dubuisson, Kunio Iwatsuki, Sabine Hennequin et Motomi Ito prennent Trichomanes bicorne comme espèce représentative du genre Trichomanes, sous-genre Trichomanes.
Elle compte donc deux synonymes : Trigonophyllum bicorne (Hook.) Pic.Serm. et Ptilophyllum bicorne (Hook.) Prantl.